# Шай
Шай (сокращение от Шерут едиот (ивр. שירות ידיעות‎, «Информационная служба»), 1933 — 30 июня 1948) — первая служба безопасности, созданная в рамках военизированной организации еврейской самообороны «Хагана» в Палестине во время Британского мандата. «Шай» работала под контролем «Еврейского агентства» (прообраза будущего правительства Израиля). Основные достижения этой спецслужбы связаны с разведывательной работой арабского отдела под руководством Эзры Данина.
30 июня 1948 года «Шай» была распущена, вместо неё было создано три отдельных спецслужбы по британскому образцу.

## История

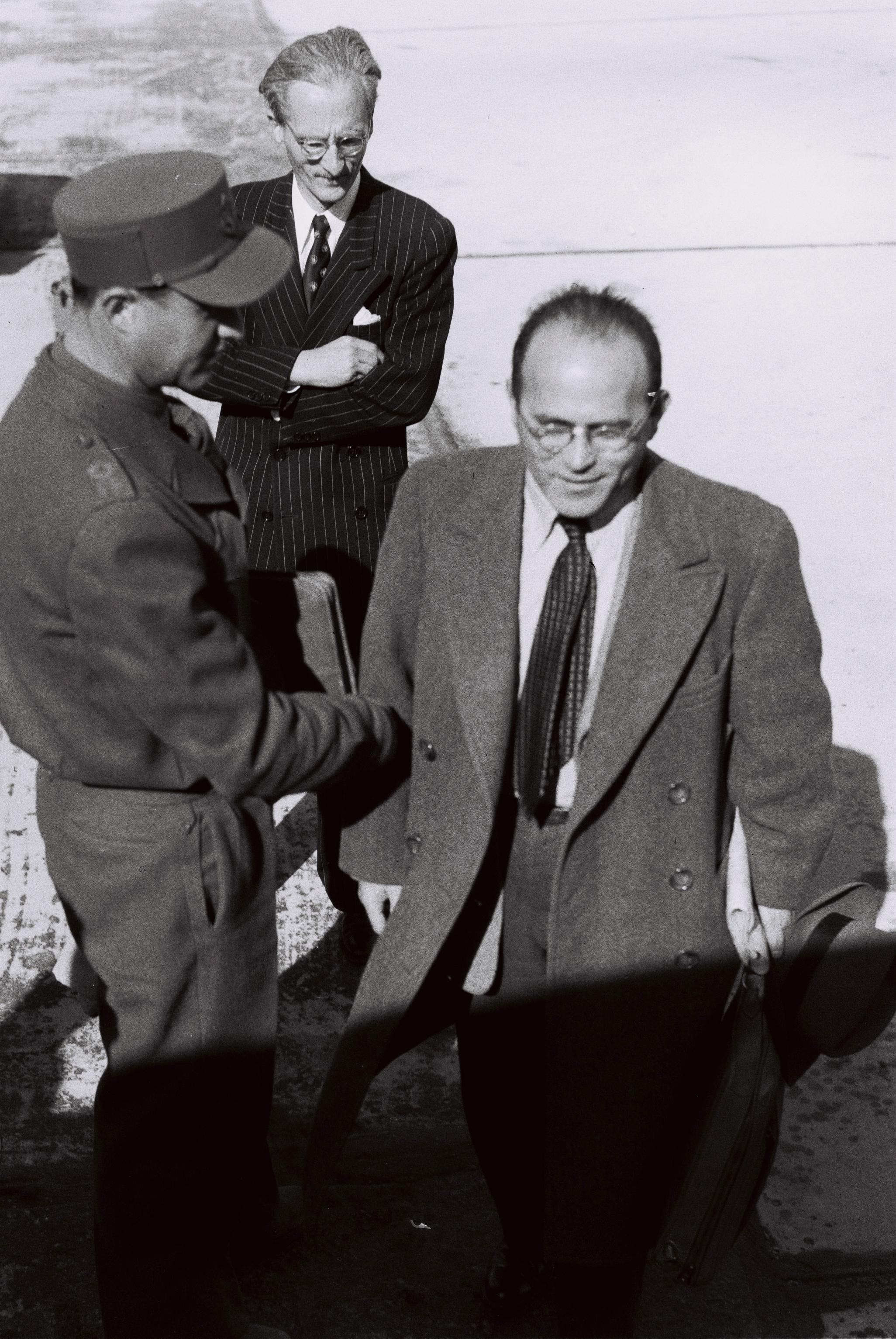
Реувен Шилоах, один из создателей Шай

История израильских спецслужб берёт своё начало в 1929 году в период Британского мандата в Палестине. Рост насилия со стороны арабов с 1920 года и особенно массовые погромы 1929 года, когда в течение недели погибли 133 и получили ранения 339 евреев, стали поводом к созданию информационно-разведывательной службы в рамках организации еврейской самообороны «Хагана». Создание такой службы, получившей название «Шерут едиот» (ивр. שירות ידיעות‎, «Информационная служба») или сокращённо «Шай» (ивр. ש"י‎), было инициировано в 1929 году Национальным комитетом и Еврейским агентством («Сохнут» — прообраз будущего правительства Израиля).
Служба была создана в 1933 году. Задачами «Шай» были: сбор информации в Палестине и за её пределами, агентурное проникновение в британские органы власти, надзор за еврейскими общинами и контрразведка. Финансирование обеспечивалось сионистскими организациями, сама служба была относительно малочисленной, содержание её обходилось недорого.
Инициаторами создания и основными руководителями «Шай» были Эзра Данин, Реувен Шилоах, Шауль Авигур, Борис Гуриэль, Моше Шерток, Исраэль Амир и Давид Шалтиэль.
Разведотдел в Хагане функционировал с апреля 1936 года, когда Эзра Данин завербовал своего первого агента — араба, который согласился сообщать всё, что ему будет известно о планах боевиков по нападению на еврейские поселения. Помощником Данина работал Шимшон Машбетц. Оперативную работу в регионе вел и политический отдел «Сохнут», где за это отвечал Реувен Заслани (Шилоах). Изначально командующий «Хаганы» Элияху Голомб выделил Данину бюджет в размере 6 фунтов стерлингов в месяц. В 1939 году бюджет составил 45 фунтов.

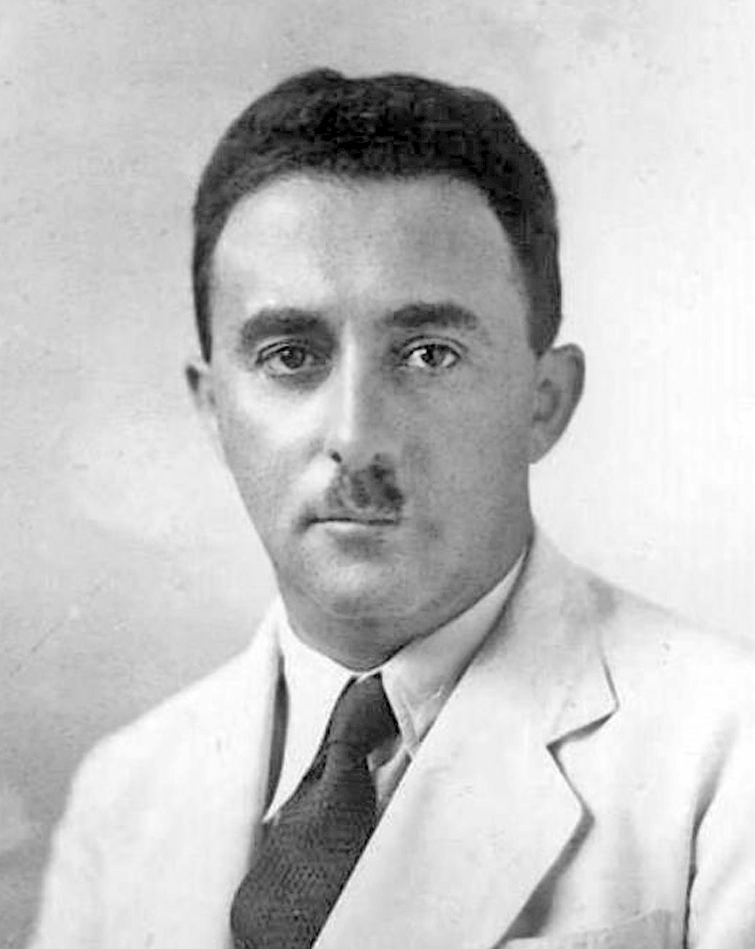
Моше Шерток (Шарет) — руководитель «Шай»

Шилоах и Данин стали вести разведывательную работу совместно. Всю деятельность в целом координировал Моше Шерток, который занимал пост руководителя политического отдела «Сохнут». При этом учёт неблагонадёжных евреев «Шай» и «Сохнут» вели раздельно.
Несмотря на все усилия, арабское восстание 1936 года застало «Шай» врасплох. В отличие от более ранних акций насилия нападения были хорошо спланированы и управлялись централизованно. При этом в «Шай» не было центра обработки разведывательной информации, поэтому местные оперативники действовали независимо друг от друга и даже не сверяли информацию.
В 1938 году в связи с нарушением арабскими повстанцами гражданского управления во многих частях Палестины британские органы власти начали сотрудничество с сионистскими организациями, которое продолжалось до 1944 года. Руководство «Хаганы» и «Шай» воспользовались предоставленными таким положением возможностями. Впрочем, британское Управление специальных операций также получило большую пользу от этого сотрудничества: во время войны офицеры «Шай» активно опрашивали еврейских беженцев из Европы и собрали для британских коллег огромный массив документов и информации.
В 1940 году, помимо разведывательной работы против арабов, в связи с интересом британского «Департамента криминальных расследований» к подпольным сионистским организациям и попыткам внедрения в Хагану британской агентуры потребовалось создать отдел контрразведки и собственной безопасности (Ригул Негди), который возглавили Давид Шалтиэль и Шауль Авигур. Был организован централизованный сбор и обработка информации, поступавшей от региональных сотрудников.
В этот период основные усилия еврейских разведчиков были связаны с поиском предателей в своей среде и проникновением в британские органы власти. В картотеку Ригул Негди было занесено около 200 подозреваемых. В это же время работа «Шай» существенно изменилась, поскольку командование «Хаганы» предложило дать «Шай» полномочия работать не только по военной, но и по гражданской линии разведки и контрразведки. В июне арабский отдел под руководством Данина получил официальный статус в «Шай».
С сентября 1940 года после окончания переформирования всю службу возглавил начальник политического отдела «Сохнут» Моше Шерток. Центральный аппарат разведки «прописался» в Иерусалиме на улице Лунц, а арабский отдел дислоцировался в Тель-Авиве.
Арабский отдел «Шай» имел двойное подчинение — руководству самой спецслужбы и политическому отделу «Сохнут», где офицером связи с арабским отделом «Шай» был Зеев Шандер. Данин наладил совместную работу с руководителем арабского отдела «Сохнут» Элияху Сассоном. После Данина арабский отдел возглавил Яаков Шимони Данин стал заместителем руководителя «Шай». По указанию Данина Машбетц организовал курсы по изучению арабского мира, предназначенные для подготовки не разведчиков, а офицеров безопасности киббуцев. В 1940-е годы в проекте под названием название «Деревенские файлы» собиралась информация по арабским наспунктам, включая подготовку схем, карт и перспективных чертежей, а также фотографирование деревень и их окрестностей — вплоть до воздушной разведки под видом авиационного клуба и романтических воздушных путешествий. Арабский отдел «Шай» значительно превосходил все её остальные подразделения по финансированию, штатной численности и влиянию в службе.
Отдельная спецслужба общенационального характера с выводом из структуры «Хаганы» была создана в марте 1942 года. К этому времени сотрудничество сионистов с британскими органами власти достигло своего пика.
Изменились и основные задачи «Шай». Реувен Шилоах писал:

Мы будем должны работать в Европе, поскольку наши иммигранты будут прибывать оттуда, и мы будем должны создавать еврейское государство, и мы должны продолжать это сотрудничество [с англичанами]. Наша разведка должна стать лучше. Она должна стать постоянным инструментом нашего политического аппарата
Политолог Ари Педацур отмечает, что хорошо скоординированные теракты, начавшиеся после 30 ноября 1947 года, когда Генеральная Ассамблея ООН проголосовала за раздел Палестины между евреями и арабами, продемонстрировали возросший боевой потенциал арабов. Однако «Шай» была подготовлена к этим событиям намного лучше, чем в 1936 году. С помощью завербованных агентов и перехвата на линиях связи была получена важная информация, благодаря которой военные и политические лидеры еврейской общины могли принимать нужные решения по упреждению и противодействию враждебным акциям.

## Структура и руководство

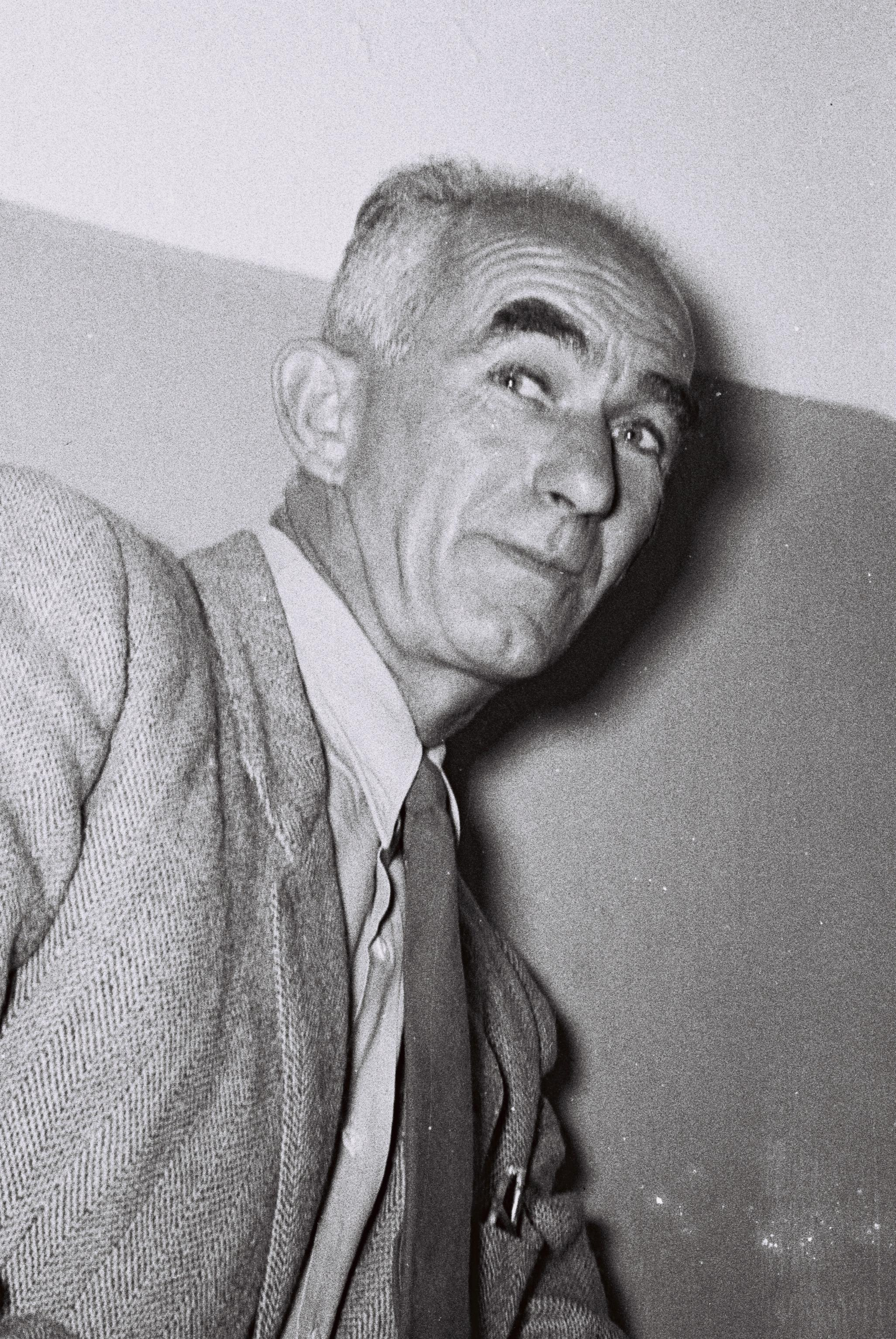
Иссер Беери — последний руководитель «Шай»

В марте 1942 года «Шай» была реорганизована. Она была избавлена от контрразведывательных функций и выведена из структуры военных органов. «Шай» была поставлена в прямое подчинение руководства Хаганы и политического отдела «Еврейского агентства». Всю спецслужбу «Шай» вместо Моше Шертока возглавил Исраэль Амир, который ранее занимался закупками оружия для «Хаганы». Организация работала под прикрытием «Комитета социального обеспечения солдат», штаб-квартира располагалась в Тель-Авиве в доме № 85 по улице Бен-Иегуда.
Вначале в составе «Шай» было три отдела: внутренней безопасности (т. н. «Еврейский дивизион»), политический (проникновение в британские органы власти) и арабский. Такая структура отражала постепенное переформирование её из военной организации во внешнеполитическую разведку. Политический отдел c 1945 года возглавил Борис Гуриэль (Гуревич), арабский — Эзра Данин (бывший в организации единственным профессионалом), с 1945 года его помощником вместо Машбетца стал Биньямин Гибли (будущий начальник военной разведки) «Еврейский дивизион» возглавил Иосиф Краковский, а к 1944 году его сменил Иссер Харель (будущий начальник Шабака и Моссада).
В дальнейшем в «Шай» было создано шесть отделов: кроме трёх функциональных появилось три региональных отдела — Тель-Авивский, Иерусалимский и Северного Негева. Тель-авивский отдел в 1947 году возглавил Иссер Харель, иерусалимский — Ицхак Леви (Левица), с марта 1948 года — Биньямин Гибли.
Численность спецслужбы была крайне мала: к 1947 году у Данина насчитывалось всего до 40 агентов.
В апреле 1946 «Шай» возглавил Давид Шалтиэль, а в феврале 1948 года его сменил подполковник Иссер Беери.

## Достижения
Основные достижения «Шай» были связаны с работой арабского отдела. Эзра Данин разбил на участки всю территорию Палестины и на каждый назначил ответственного за сбор информации.
Своей главной задачей Данин считал разработку теории разведывательной работы применительно к условиям Палестины. Именно он сформулировал ключевой принцип израильской разведки: «Знать своего врага». Он утверждал:

«Мы враждуем не с арабами вообще, а с вполне конкретным арабом. Нам нужно знать, кто он. Какой-то молодчик устраивается вверху на холме или внизу в долине и стреляет, а все мы вопим, паникуем и прыгаем в траншеи, тогда как следует разбираться с конкретным Али или Мухаммедом. Мы должны выявить его и действовать против него»
Он настаивал на внедрении на интересующие объекты или в окружение интересующих лиц не менее двух агентов, не знающих о существовании друг друга, для достижения перекрытия получаемой информации и осуществления проверочных мероприятий «втемную». Эти предложения были приняты и реализованы.
Данин насчитал 25 организаций и сфер деятельности, в которых совместно работали арабы и евреи. Например, грузовые и морские перевозки, телекоммуникации, железные дороги, журналистика, муниципалитеты, тюрьмы и офисы британской администрации. Он предложил, чтобы работники-евреи вербовали там арабских агентов. Эта концепция отличалась от методов британской разведки, которая позволяла искать потенциальных информаторов только в политических, военизированных и подрывных организациях.
Через арабские каналы «Шай» «Хагане» удавалось даже закупать захваченное австралийскими войсками в Северной Африке трофейное германское и итальянское вооружение.
В 1943 году по инициативе начальника арабского департамента «Сохнут» Элиаху Сассона «Шай» серьёзно занялась изучением арабской прессы. В это время была систематизирована картотека по арабским экстремистам. В результате работы арабского отдела «Шай» составила подробные отчеты по 600 из 800 арабских поселений Палестины. Главными источниками информации служила агентура и неофициальная аэрофотосъемка, поскольку продажа карт в военное время была под запретом. К сфере деятельности арабского отдела «Шай» относились в основном политические, экономические и социальные вопросы, военные же проблемы оставались вне сферы интересов до конца Второй мировой войны, когда появились перспективы прямого военного столкновения с арабами. Было создано первое подразделение радиотехнической разведки и внедрено прослушивание телефонных разговоров в британских и арабских линиях связи. Криптографы помогли расшифровать коды связи британской армии.
Историк Гилель Коэн подчеркивает, что «глубокое внедрение разведки в общество палестинских арабов» было односторонним процессом — арабы не могли проникнуть в еврейское общество.
В 1943 году Яаков Шимони наладил выпуск бюллетеня разведки для внутренних нужд. В 1944 году «Шай» издала сборник захваченных британцами арабских документов и организовала крупный учебный курс разведки для офицеров «Хаганы», а в 1946 году провела аналогичный курс для высшего командования и резерва. В 1946 году «Шай» удалось проникнуть в британские органы безопасности — по подпольному еврейскому радио была зачитана составленная англичанами так называемая «Чёрная книга» с данными на руководителей еврейского подполья. После этого командующий английскими войсками в Палестине назвал «Шай» «идеальной службой разведки».
«Шай» внесла существенный вклад создание еврейской самообороны, поскольку располагала сетью информаторов, которые сообщали «Хагане» о готовящихся нападениях на еврейские поселения в Палестине. Американский историк Джеффри Ричелсон полагает, что «Шай» также добилась больших успехов в борьбе против мандатных властей.
К 1948 году в «Шай» было 68 сотрудников, 60 британских и еврейских агентов, 80 арабских агентов и бюджет почти 700 000 долларов в год.
В 1948 году «Шай» удалось сорвать доставку крупной партии оружия из Чехословакии в Сирию 10 тысяч винтовок и миллион патронов к ним. При повторной попытке сирийцев доставить это оружие, агенты «Шай» сумели захватить его и перенаправить в Израиль.

## Реорганизация
Провозглашение Израиля и вторжение арабских армий в мае 1948 года поставило перед еврейской разведкой принципиально новые задачи и проблемы. Поселения оказались разделены линией фронта, созданная Данином сеть информаторов развалилась, поскольку радиопередатчиков у «Шай» ещё не было. Агенты перестали выходить на связь по разным причинам, в том числе у некоторых пробудилось национальное самосознание, некоторые были схвачены самими арабами, несколько арабских информаторов были убиты еврейскими военными, другие вынуждены были уехать из-за нападений, нескольких арабских агентов похитили еврейские боевики из «Иргун» и «Лехи». В результате когда стране нужна была максимальная информация о противнике, «Шай» потеряла возможность её получать. Возникла необходимость создания специальной разведслужбы в рамках армии для ведения военной разведки.
30 июня 1948 года по указанию премьер-министра Израиля Давида Бен-Гуриона служба «Шай» была распущена, и вместо неё созданы три новых спецслужбы по британскому образцу: военная разведка «Шерут модиин» (впоследствии Управление военной разведки Генерального штаба), контрразведка (впоследствии Общая служба безопасности Израиля «Шабак») и политическая разведка (в дальнейшем «Моссад»). Независимой спецслужбой осталась Моссад ле-Алия Бет, занимавшаяся нелегальной иммиграцией евреев в Палестину.

## Список руководителей
- Моше Шерток − с сентября 1940 до марта 1942
- Исраэль Амир — с марта 1942 до апреля 1946
- Давид Шалтиэль — с апреля 1946 до февраля 1948
- Иссер Беери — с февраля до 30 июня 1948